# Лабов, Уильям
Уи́льям Лабо́в (англ. William Labov; 4 декабря 1927, Резерфорд, Нью-Джерси — 17 декабря 2024) — американский лингвист, считающийся одним из основателей социолингвистики, создавшим значительную часть методологии этой дисциплины. Школа его последователей — так называемый вариационизм — играет большую роль в США и Канаде. Лабов был профессором Университета Пенсильвании, помимо социолингвистики, занимался исследованием языковых изменений и диалектологии.

## Биография
Окончил Гарвардский университет (1948), работал химиком, заинтересовался лингвистикой во второй половине 1950-х. Описал диалект Мартас-Винъярд (магистерская диссертация, 1963). Руководителем его докторской диссертации был видный социолингвист Уриэл Вайнрайх. В 1964—1970 преподавал в Колумбийском университете, исследовал социальную стратификацию языка Нью-Йорка (англ. The Social Stratification of English in New York City, 1966), а затем первым занялся исследованием языка афроамериканцев — Black English, показав, что он имеет ряд собственных грамматических черт (англ. Language of the Inner City, 1972). Важным вкладом Лабова в лингвистику стало также изучение не отдельных предложений, а целых текстов — нарративов афроамериканцев о своей жизни — и открытие ряда принципов теории дискурса. Занимался изучением афроамериканского диалекта.
Лабов исследовал также сдвиги гласных в разговорном американском английском, выделив два таких процесса — на Юге США и в северных городах.
Лабову принадлежит трехтомник «Принципы языковых изменений» (Principles of Linguistic Change, vol.I Internal Factors, 1994; vol.II Social Factors, 2001, vol. III: Cognitive and cultural factors, 2010), а также, в соавторстве с Ш. Эш и Ч. Бобергом, диалектологический атлас английского языка в Северной Америке (The Atlas of North American English, 2006).
Скончался 17 декабря 2024 года, оставив вдовой свою жену Гиллиан Санкофф.

## Награды
- Медаль Бенджамина Франклина (2013)
- Talcott Parsons Prize (2020)